# Kościół Najświętszego Odkupiciela w Pobierowie
Kościół Najświętszego Odkupiciela w Pobierowie – współczesny kościół parafialny parafii Najświętszego Odkupiciela z 1986 roku, położony w Pobierowie, w województwie zachodniopomorskim, w powiecie Gryfickim, w gminie Rewal. Projektantem kościoła jest – inż. arch. Jerzy Okniński . Należy do dekanatu Kamień Pomorski.
Kościół nosi wezwanie Odkupienia, które odnosi się do zbawczego dzieła Jezusa Chrystusa, dokonanego przez Jego Śmierć i Zmartwychwstanie (rok 1983 był Rokiem Jubileuszowym). Odpust przypada na 9 listopada.

## Historia
Jeszcze przed rozpoczęciem budowy, 19 czerwca 1983 roku, na Jasnej Górze papież Jan Paweł II poświęcił kamień węgielny . Został on wmurowany 29 lipca 1984 roku przez biskupa Kazimierza Majdańskiego. Dzisiejszą świątynię, rozpoczęto budować 20 marca 1984 roku , według projektu inżyniera architekta Jerzego Oknińskiego. Ostatecznie, pozwolenia na budowę nie ma do dziś . Pomimo trudności ówczesnych czasów komunistycznych, otrzymano zgodę na lokalizację i pozwolenie na budowę, na "stan zerowy" . Kościół został poświęcony 28 listopada 1986 roku, a pierwszą mszę św. w nowym kościele odprawiono dwa dni później . 
W 2014 r. pomalowano wnętrze Kościoła i pomieszczenia zakrystii, ocieplono ławki, z myślą o okresie zimowym. Rozpoczęto także remonty i modernizacje pomieszczeń w domu parafialnym. Zakupiono także organy elektroniczne. W kościele zamontowano także wiatrołap.
W 2016 r. miejscowa malarka Marzena Trzeciak-Tomczyk namalowała dwa obrazy: Matki Boskiej Częstochowskiej (ołtarz boczny) oraz św. Jana Pawła II, które zawisły w kościele jako wotum Roku Miłosierdzia.
W październiku 2017 r. w kościele pod ołtarzem została urządzona kaplica Matki Bożej Fatimskiej i świętego Floriana (wejście schodami po prawej stronie ołtarza). Ołtarz w kaplicy, to ołtarz z czasów Mszy św. polowych, jeszcze przed budową kościoła. Figura Matki Boskiej Fatimskiej została przywieziona z Fatimy do Polski przez siostrę Miriam ze Szczecina, a podarowana do kaplicy przez przyjaciół parafii. Figura św. Floriana została podarowana przez miejscowych strażaków.

## Opis
Nad wejściem do kościoła znajduje się empora. We wnętrzu w prezbiterium centralne miejsce zajmuje obraz w kształcie krzyża z wizerunkiem Jezusa Chrystusa, otoczonego chrześcijańskimi symbolami: gołębicą (symbol Ducha Świętego), zwojami Pisma Świętego i kielichem (symbol Eucharystii). Po obu stronach krzyża widnieją obrazy: po lewej Narodzenie Chrystusa, a po prawej Jezus Miłosierny. W kościele znajduje się również obraz św. Stanisława Kostki, przedstawionego w stroju zakonnym, w obecności anioła, który udziela mu Komunii świętej (lewa strona prezbiterium). Po prawej stronie prezbiterium znajduje się wizerunek błogosławiony Jana Pawła II, w złotych szatach, unoszącego prawą rękę w geście błogosławieństwa, a lewą opierającego się na pastorale. Papież depcze krokodyla – symbol współczesnych systemów zła społecznego – którego przebija papieska ferula. Na ścianach świątyni umieszczono malowane stacje drogi krzyżowej, a w wyposażeniu kościoła znajduje się drewniana chrzcielnica z pokrywą oraz obraz Matki Boskiej Częstochowskiej.

### Architektura
Kościół z plebanią zbudowane zostały na rzucie czworoboku o wymiarach 16 x 16 m . Mury są wykonane z betonu i pustaków ze żużlu . Sufit jest wykonany z betonu o grubości 20 cm, w którym zabetonowano kotwy, aby było do czego przymocować łaty, a do nich przymocowano blachę . Między łatami znajduje się ocieplenie z wełny mineralnej . Ogniomurki wykonane są z betonu, zbrojone, opierzone blachą miedzianą, na którą ściekają opady z dachu . Kościół nie ma tradycyjnych rynien . Tę funkcję pełnią grube łańcuchy, które zwisają od więźby dachowej do ziemi.
Zasadniczą rolę nośną konstrukcji dachowej pełni żebro kalenicowe : jest to zbrojona belka o wymiarach 24 m długości, 2,5 m wysokości, 0,5 m szerokości . Jest ono zespolone ze stropem betonem . Podczas budowy, aby tę belkę uzbroić, trzeba było poza kościołem zbudować specjalne do tego celu rusztowanie, ponieważ inaczej nie można było wsuwać drutów do środka . Było to uciążliwe, jak zresztą budowa całej konstrukcji dachowej .
Okna wstawiono w listopadzie 1986 roku (powierzchnia okien 90 m²) . Wówczas też kościół był tynkowany . Szyby w oknach są potrójne: w środku paski kolorowego szkła, a po obu stronach szyby bezbarwne . Okna wykonał p. Szulc z Pszczyny .
Prezbiterium usytuowane jest 68 cm nad posadzką . Najpierw jest jeden stopień, który służy do udzielania Komunii Świętej . Następnie kolejne 3 stopnie, na wysokości których znajduje się ołtarz . Żeby stanąć przed tabernakulum trzeba wejść na kolejne 2 stopnie . Każdy stopień ma 17 cm . Pod prezbiterium znajduje się nie wykończona jeszcze krypta .
Posadzka wykonana została z marmuru biała Marianna, sprowadzona z Kudowy Zdroju . W kościele jest szlifowana, a w prezbiterium dodatkowo polerowana . Położył ją w październiku 1988 r . mieszkaniec Pobierowa – śp. Jan Waszkiewicz, który miał największe zasługi w budowie kościoła .

#### Wyposażenie
Ołtarz wykonany jest z modrzewia . Konfesjonał, ambonka, sedilia, ołtarz boczny Matki Bożej (1999 r.), chrzcielnica (2001 r.) wykonane są z jesiona . Klęczniki wykonane są z olchy, natomiast ławki z sosny . Drzwi główne pierwotnie miały 4 m szerokości, natomiast drzwi boczne (2 pary) pierwotnie miały po 3 m szerokości . W 2015 roku zostały zastąpione nowymi drzwiami, o podobnych wymiarach, wykonanymi z plastiku. Drzwi do zakrystii wykonane są z jesiona . Drzwi na chór – z dębu .
Droga Krzyżowa namalowana jest na tablicach kreślarskich 53 x 73 cm, autorstwa jezuity Bronisława Podsiadło, absolwenta Akademii Sztuk Pięknych w Rzymie . Obrazy Drogi Krzyżowej malował na probostwie w Pobierowie, a krzyż św. Franciszka (wiszący nad ołtarzem), ze względu na rozmiary (2,90m x 3,30m) na chórze w kościele . Krzyż jest z drewna lipowego . Na obrazie na krzyżu znajduje się Jezus Chrystus, nad nim Bóg Ojciec i Duch Święty . Prawą ręką Pan Jezus wskazuje, by w życiu korzystać z Sakramentu Pokuty i Eucharystii, a lewą by żyć Pismem Świętym . Pod nogami Jezusa Ziemia i kosmos . Dzieła powstały na przełomie lipca i sierpnia 1987 roku .
Oświetlenie kościoła założono w październiku 1996 roku przez firmę Przybylskich z Poznania . Nagłośnienie zmieniano wielokrotnie : za trzecim razem przez firmę Patos z Chorzowa we wrześniu 1997 r , a po raz ostatni w 2015 roku.

#### Wieża kościelna
Nad wejściem do kościoła znajduje się 22-metrowa wieża zwieńczona krzyżem. Wieżę, probostwo i pomieszczenie katechetyczne budowano równocześnie . Wieża ma 22,5 m wysokości . Cała wykonana jest z żelbetonu , stoi na płycie o wymiarach 7 m x 7 m, która jest podwójnie zbrojona . Wieżę wieńczy krzyż zrobiony z desek, obłożony blachą miedzianą (4,5 m wysokości) . Dach pokryty miedzianą  blachą.

#### Dzwony
Kościół posiada trzy dzwony spiżowe : Maksymilian Kolbe (100 kg), Jan Paweł II (250 kg), Maryja (360 kg) . Na początku uruchamiane były ręcznie, a od 1993 roku elektrycznie . Poruszają je elektromagnesy . Urządzenie ma zegar sterujący (10 programów) . Mechanizm sterujący założył Antoni Rduch spod Wodzisławia Śląskiego . Dzwony odlane zostały w Poznaniu przez Saturnina Skubiszyńskiego, przywiezione zostały w 1985 roku .

#### Otoczenie kościoła
Porządkowanie terenu wokół kościoła rozpoczęto dopiero w 1994 roku . Wiosną 1999 roku, po uszykowaniu terenu przed kościołem zamontowano 50 ławek, na których mieści się 400 osób . Drewno jest zamocowane na betonowych stopach . Na początku maja 2002 roku rodzice dzieci I-komunijnych obsadzili posesję kościoła 160 ozdobnymi jałowcami .